# Goede Herderkerk (Ede)
De Goede Herderkerk is een kerkgebouw in de Gelderse plaats Ede.

## Geschiedenis

### Rooms Katholiek
De kerk werd op 2 november 1958 als rooms-katholiek kerkgebouw ingewijd door de toenmalige coadjutor van Haarlem, mgr. Van Dodewaard.

In verband met terugloop van het kerkbezoek, werd het gebouw bij bisschoppelijk decreet per 1 april 2013 aan de eredienst onttrokken. De kerkgangers waren sinds 1 januari 2010 een geloofsgemeenschap binnen de Zalige Titus Brandsmaparochie. De geloofsgemeenschap werd samengevoegd met die van de andere rooms-katholieke kerk in Ede: de Sint-Antonius van Paduakerk.

### Baptisten
Vanaf 31 augustus 2014 is de kerk het nieuwe onderkomen van de Edese Baptistengemeente Op Doortocht. Deze gemeente hield haar erediensten lange tijd in congrescentrum de Reehorst, en daarna een aantal jaren in De Schuilplaats. De pastorie is afgebroken en heeft plaats gemaakt voor een multifunctioneel gebouw in dezelfde stijl als de kerk. De kruisweg in de kerk is behouden gebleven.

## Gebouw
De Goede Herderkerk is een modern gebouw in trapeziumvorm. De brede zijde aan de kant van de entree is volledig van glas. Het priesterkoor ligt aan de tegenovergestelde smalle zijde. Aan weerszijden van het podium zijn ook glazen wanden. De kerk heeft een klokkentoren.

### Kruisweg
De kruisweg in de kerk is in overleg met de bouwpastoor en met architect H.M. Koldewey in 1957-1958 vervaardigd door de eerwaarde zuster Augustines Marie-José van der Lee van de orde Zusters Augustinessen van Sint-Monica uit het klooster de Stad Gods te Hilversum. De kruisweg bestaat uit vijf tableaus in de zijwanden van de kerk, met steeds drie staties per plateau. Het zijn de gebruikelijke 14 staties met daaraan toegevoegd een uitbeelding van de verrijzenis, als teken van dat de kruisdood en opstanding bij elkaar horen. De tableaus zijn van chamotteklei en bewerkt met engobe.

## Orgel
In 1959 werd in de kerk door de firma Pels & Zn. uit Alkmaar een elektropneumatisch orgel geplaatst. Met de verbouwing van de kerk 2014 is het orgel, dat inmiddels niet meer werd gebruikt, afgebroken.